# Gewöhnliches Schwingelschilf
Das Gewöhnliche Schwingelschilf (Scolochloa festucacea) ist eine Pflanzenart aus der Gattung Scolochloa in der Familie der Süßgräser (Poaceae). Sie ist auf der Nordhalbkugel weitverbreitet.

## Beschreibung

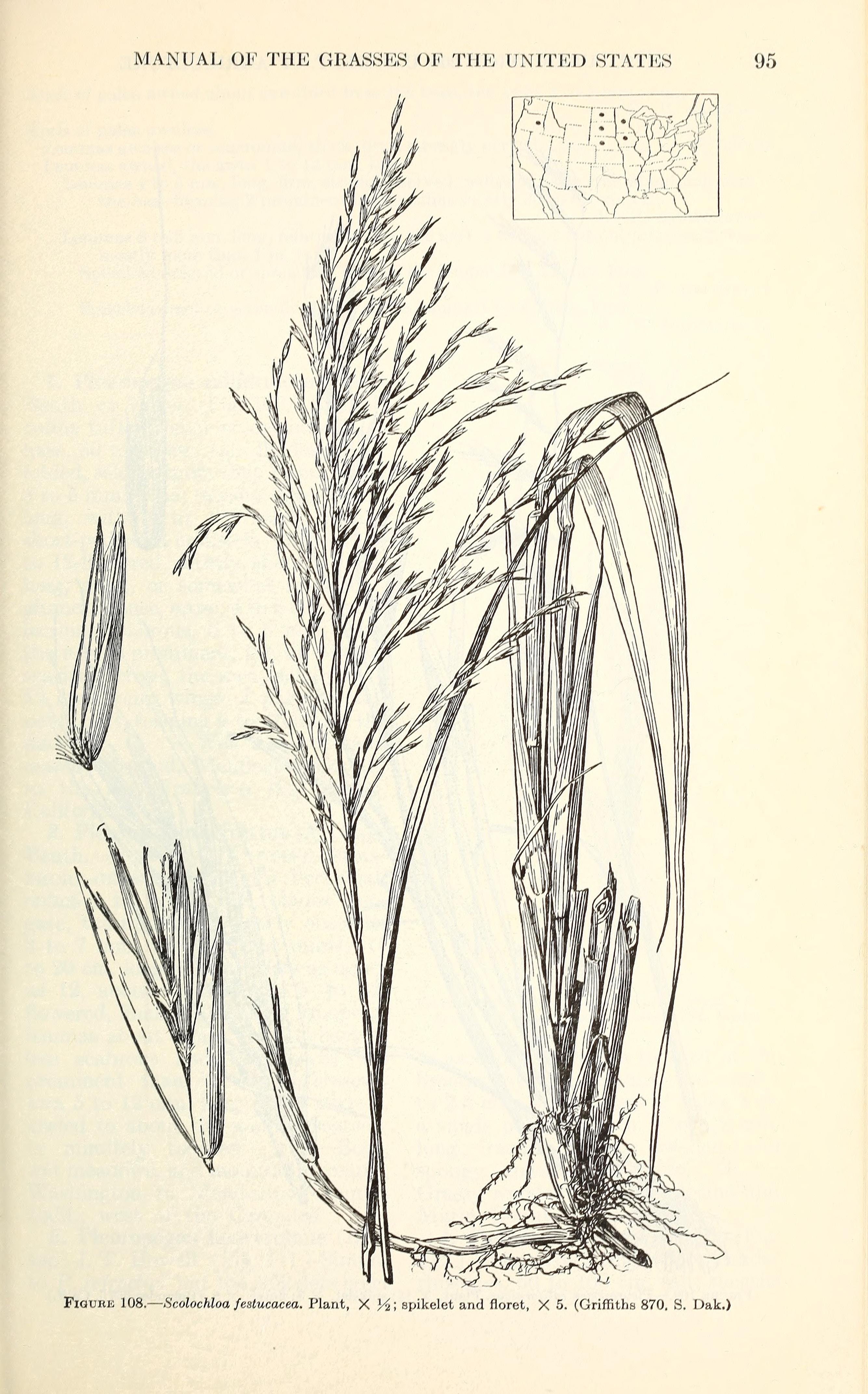
Illustration aus Manual of the grasses of the United States, S. 95

### Vegetative Merkmale
Das Gewöhnliche Schwingelschilf ist eine sommergrüne, ausdauernde, krautige Pflanze und erreicht Wuchshöhen von 90 bis 180 Zentimetern. Es bildet unterirdische Ausläufer aus. Der Habitus ist schilfähnlich. Die Halme sind aufrecht.
Die Laubblätter sind in Blattscheide und Blattspreite gegliedert. Die Blattscheide ist ganz offen. Die Ligula sind bis zu 6 Zentimeter lang. Die Blattspreite ist 6 bis 12 Zentimeter breit. Die Blattoberseite ist deutlich vorwärts rau.

### Generative Merkmale
Der rispige Blütenstand ist bis zu 30 Zentimeter lang. Die länglichen Ährchen sind auf dem Rücken gerundet, enthalten zwei Blüten und besitzen keine Grannen. Die stumpflichen Hüllspelzen sind unterschiedlich lang, das Ährchen ist länger als diese. Die Deckspelzen sind ein- bis dreifach stachelspitzig, kahl, glatt oder schwach rau und besitzen 1 bis 1,5 Millimeter lange Haarbüschel am Grund.
Die Blütezeit liegt im Juni und Juli.
Die Chromosomenzahl beträgt 2n = 28.

## Ökologie
Das Gewöhnliche Schwingelschilf wächst als Geophyt, Hemikryptophyt oder Helophyt. Die Bestäubung erfolgt durch den Wind.

## Vorkommen
Das Verbreitungsgebiet von Scolochloa festucacea reicht von Nordeuropa und dem östlichen Mitteleuropa bis zur Mongolei und vom subarktischen Nordamerika bis zu den zentralen Vereinigten Staaten. In Europa hat es Vorkommen in den Ländern Deutschland, Polen, Belarus, Ukraine, Litauen, Lettland, Estland und Russland. Das Gewöhnliche Schwingelschilf kommt in Deutschland zerstreut in Brandenburg und selten im nordöstlichen Sachsen-Anhalt an der unteren Havel und in Mecklenburg-Vorpommern vom Osten bis nach Peene-Randow vor. Ein neophytisches Vorkommen in Bayern ist wieder erloschen.
Der Lebensraum von Scolochloa festucacea ist das Röhricht an stehenden oder langsam fließenden Gewässern. Scolochloa festucacea kommt in Pflanzengesellschaften des Glycerietum maximae, des Phalaridetum arundinaceae oder in denen des Verbands Alnion vor. Es wächst in Mitteleuropa oft zusammen mit dem Wasser-Schwaden (Glyceria maxima).

## Taxonomie und Systematik
Das Gewöhnliche Schwingelschilf wurde 1809 von Carl Ludwig Willdenow als Arundo festucacea in Enumeratio Plantarum Horti Regii Botanici Berolinensis Band 1, S. 126 erstbeschrieben. Die Art wurde 1827 von Johann Heinrich Friedrich Link in Hortus Regius Botanicus Berolinensis descriptus Band 1, S. 136 als Scolochloa festucacea (Willd.) Link in die Gattung Scolochloa gestellt. Synonyme für Scolochloa festucacea (Willd.) Link sind Fluminia arundinacea (Roem. & Schult.) Fr. und Graphephorum arundinacea (Roem. & Schult.) Asch.
Seit 2001 gibt es eine weitere Art der Gattung in Mitteleuropa:
- Märkisches Schwingelschilf (Scolochloa marchica M. Düvel, Ristow & H.Scholz): Es kommt in Deutschland und in Polen vor.[5]